# Miriam Ficher
Miriam Ficher Zonenschein (Rio de Janeiro, 26 de janeiro de 1964) é uma atriz, dubladora e diretora de dublagem brasileira.

## Biografia e carreira
Mirian Ficher começou sua carreira na Rede Globo na área de figuração. Aos doze anos interpretou Débora em  O Grito (1975/76), Lú na novela Vejo a Lua no Céu (1976) e  Locomotivas (1977) como Lima Almeida e aos treze começou a carreira como dubladora.  Fez uma participação em  Malu Mulher ( 1979) -Episódio: Solidão, Feminino Plural. 
Ela recebeu o convite de Angelina Bonates, que era diretora de um estúdio de dublagem, e a convidou para dublar uma criança. Miriam Ficher disse que "na época, adultos dublavam crianças e a Angela resolveu colocar uma pré-adolescente na dublagem de uma pré-adolescente. Eu fiz um teste para essa série e estava muito nervosa. Naquela época, as crianças não dublavam de forma fixa e pontualmente a Disney colocava crianças. A oportunidade veio e fui a primeira criança fixa de uma série chamada Família". A partir da série Família passou a dublar regularmente.
Em 2018, declarou que em determinado momento da carreira percebeu que "atirava para todas as direções: um pouco para a TV, teatro e etc (...) Eu vou me dedicar à dublagem, ocupar meu lugar e depois retorno a fazer outras coisas. Acabou que não voltei para fazer outras coisas (...) Eu me fixei na dublagem. Eu adoro a dublagem".
Entre diversos outros trabalhos, Ficher dublou as atrizes Nicole Kidman, Winona Ryder (em Stranger Things), Halle Berry, Cameron Diaz, Sandra Bullock, Drew Barrymore, Meg Ryan e Jodie Foster.

## Filantropia
Em 2021, passou a fazer parte do Nossas Vozes, um site filantrópico no qual os fãs de dublagem solicitam uma mensagem personalizada a um dublador e o dinheiro arrecadado com a mensagem é destinado a doação, especialmente para dubladores idosos ou em vulnerabilidade social.

## Prêmios
| Ano  | Prêmio        | Categoria                        | Papel/Obra                                                  | Resultado | Fonte       |
| ---- | ------------- | -------------------------------- | ----------------------------------------------------------- | --------- | ----------- |
| 2004 | Prêmio Yamato | Melhor Dubladora de Protagonista | Vaca, em A Vaca e o Frango                                  | Venceu    | [ 7 ] [ 8 ] |
| 2005 | Prêmio Yamato | Melhor Dubladora de Protagonista | Botan, em Yu Yu Hakusho                                     | Indicada  | [ 9 ]       |
| 2005 | Prêmio Yamato | Melhor Direção de Dublagem       | Cyborg 009                                                  | Indicada  | [ 9 ]       |
| 2006 | Prêmio Yamato | Melhor Direção de Dublagem       | Liga da Justiça sem Limites                                 | Venceu    | [ 10 ]      |
| 2010 | Prêmio Yamato | Melhor Dubladora de Protagonista | Bellatrix Lestrange, em Harry Potter e o Enigma do Príncipe | Venceu    | [ 11 ]      |
| 2011 | Prêmio Yamato | Melhor Dubladora de Anime        | Pandora, em Cavaleiros do Zodíaco: The Lost Canvas          | Venceu    | [ 12 ]      |
| 2011 | Prêmio Yamato | Melhor Dubladora de Protagonista | Evelyn Salt, em Salt                                        | Indicada  | [ 13 ]      |